# Аландская конвенция
Аландская конвенция — принятая в 1921 году десятью государствами и подтверждённая Лигой Наций конвенция, определяющая статус Аландских островов. Конвенция закрепила демилитаризованный статус Аландских островов, который те имели ранее по Парижскому мирному договору 1856 года.
В соответствии с данной конвенцией Аландские острова являются полностью демилитаризованной зоной: на их территории не могут находиться никакие воинские формирования и не могут строиться военные укрепления. На основании положения о сохранении шведского языка и культуры, юноши, проживающие на Аландских островах, не подлежат призыву на военную службу.
По окончании советско-финской войны 1939—1940 в Москве подписано Соглашение СССР и Финляндии об Аландских островах, которое во многом повторяло Аландскую конвенцию. Однако менее, чем через год новое соглашение о демилитаризации было нарушено новой войной Финляндии и СССР.
После Второй мировой войны демилитаризованный статус Аландских островов был подтверждён Парижским мирным договором 1947 года, и сохраняется по сей день.